# Majak
Majak (in russo Маяк?, lett. "torcia" o "faro"; nella grafia anglofona Mayak) è una zona della città chiusa di Ozërsk che ospita un impianto per la produzione di materiale nucleare (soprattutto plutonio) destinato alla fabbricazione di bombe atomiche attraverso il riprocessamento del combustibile esaurito irraggiato nei reattori nucleari.
Majak è situato nell'Oblast' di Čeljabinsk, a circa 150 km a nord-ovest della città  di Čeljabinsk, negli Urali meridionali, tra le cittadine di Kasli e Kyštym. L'impianto si trova nel comprensorio amministrato dalla città di Ozërsk, meglio conosciuto come Čeljabinsk-40 e successivamente come Čeljabinsk-65.
Il territorio di Majak è uno dei siti con più contaminazione radioattiva a seguito della dispersione nell'ambiente di radionuclidi in tre separate circostanze dal 1949 al 1967:
- Attività di scarico di materiali radioattivi nel fiume Teča nel periodo dal 1949 al 1956 (fuga totale di radioattività: 100 PBq);
- Esplosione (non nucleare)  di un deposito di materiali radioattivi avvenuta il 29 settembre 1957 con conseguente dispersione di radionuclidi in atmosfera (incidente nucleare fra i più gravi della storia, al livello 6 su 7 della scala INES, e dispersione totale di 74 PBq);
- Recesso delle acque del lago Karačaj, in precedenza usato per lo scarico di scorie nucleari, e risospensione in atmosfera dei sedimenti radioattivi del letto del lago, sollevato in aria dall'azione del vento nel 1967 (per un totale di 0,022 PBq).

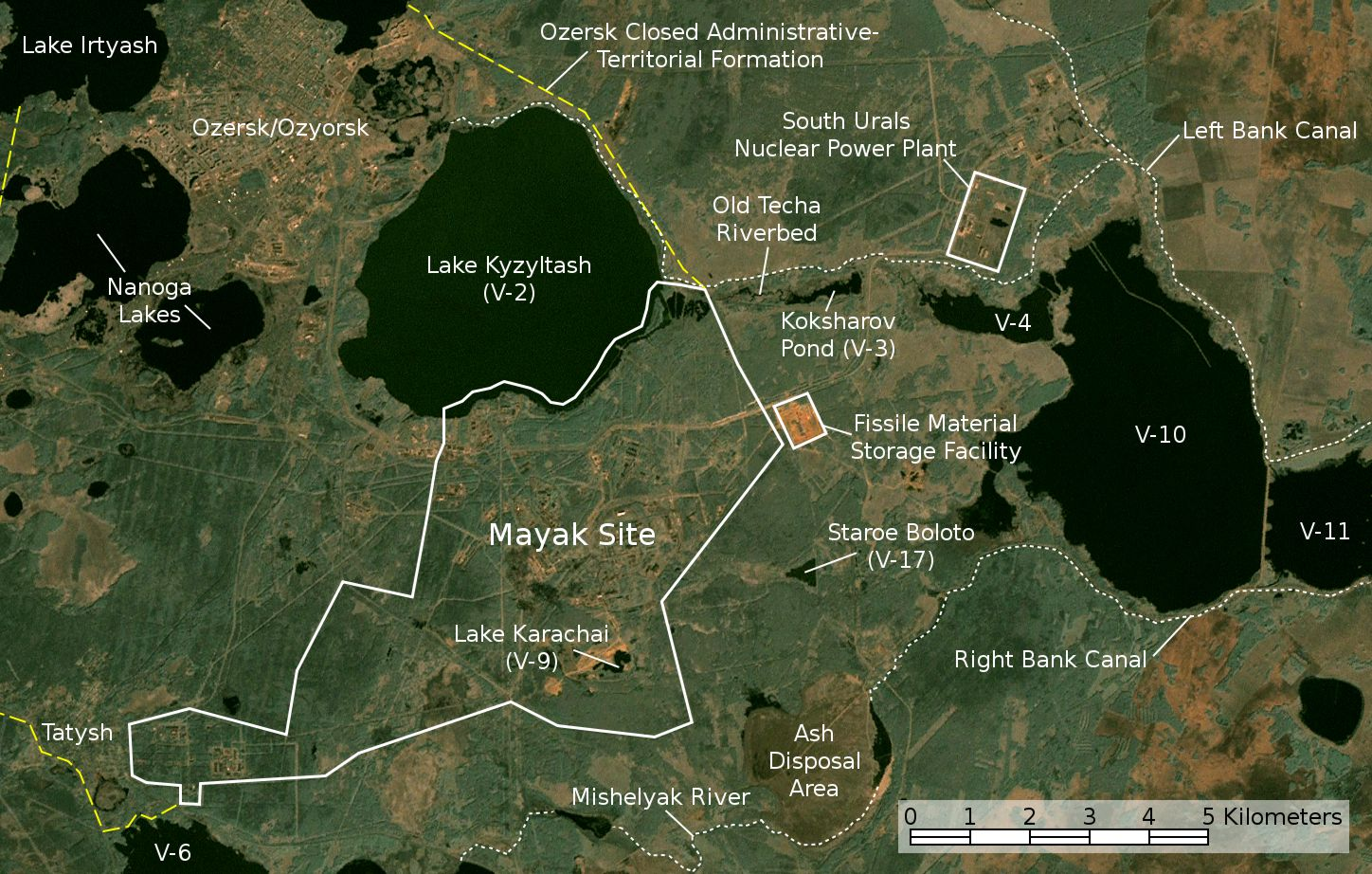
Vista satellitare del sito

## Progetto e costruzione
La realizzazione dell'impianto era prevista dal nuovo programma nucleare sovietico dell'immediato dopoguerra, in risposta a quello statunitense. I lavori per la sua costruzione iniziarono nel 1945 e rapidamente, per colmare il distacco con gli Stati Uniti, nel 1948 l'impianto era già operativo. Il complesso originariamente consisteva di cinque reattori nucleari all'uranio moderati a grafite destinati alla produzione di plutonio, più il successivo impianto di riprocesso delle scorie per l'estrazione dei materiali radioattivi necessari alla costruzione di armi nucleari.

## Periodo 1949-1956 e rilascio di radionuclidi nel fiume Teča
Nel periodo dal 1949 al 1956, l'impianto ha riversato, come ordinaria operazione di routine, nel fiume Teča e nei laghi minori e maggiori come il Kyzyltaš e l'Irtyaš, enormi dosi di elementi radioattivi quali rutenio-106, zirconio-95, cesio-137 e stronzio-90, insieme anche ad alcuni isotopi di plutonio. La radioattività totale emessa dal 1949 al 1956 è stata pari a circa 100 PBq (petabecquerel), di cui 95 PBq furono rilasciati nei soli anni 1950 - 1951.
Il fiume Teča è tuttora la risorsa idrica principale della zona e almeno 28 000 persone furono esposte, su tutto il periodo dal 1949 al 1956 a una dose collettiva di 6200 sievert-uomo, cioè una media di 0,22 Sv a persona.
L'alto livello di radiazioni è racchiuso nei primi 35 km del fiume. Vennero prese misure di sicurezza con l'evacuazione e la realizzazione di bacini idrici per contenere l'acqua contaminata. Le persone che rimasero ad abitare la zona, furono interdette dall'uso dell'acqua proveniente dal fiume e dai bacini.

## Incidente del 1957
Il 29 settembre 1957, un guasto al sistema di raffreddamento ad acqua di uno dei serbatoi (300 m³) di riprocessamento delle scorie contenente dalle 70 alle 80 tonnellate di scorie nucleari in fase liquida, provocò l'esplosione del serbatoio stesso. La potenza dell'esplosione fu stimata tra le 70 e le 100 tonnellate di TNT, pari a circa 310 gigajoule. In seguito all'esplosione furono riversati nell'atmosfera radionuclidi (cerio-144, zirconio-95, stronzio-90, rutenio-106 e cesio-137) per un rilascio totale di radioattività pari a 74 PBq, rispetto ai circa 5300 PBq fuoriusciti durante il disastro di Černobyl'.
Un'area di 23 000 km² comprendente le oblast' di Čeljabinsk, Sverdlovsk e Tjumen' risultò contaminata al livello di 3,7 kBq/m² di deposito di stronzio-90. Le 273 000 persone di quest'area furono esposte a una dose collettiva di 2500 sievert-uomo, cioè una media di 10 millisievert a persona. La popolazione dell'area contaminata con più di 74 kBq/m² di stronzio-90, della quale facevano parte il territorio di Kyštym, Ozërsk, Kasli e tutta l'Oblast' di Čeljabinsk, per un totale di 10 000 persone, fu evacuata e trasferita altrove.
L'incidente nucleare di Majak è stato uno dei più gravi della storia, classificato al livello 6 su 7 della scala INES con il nome di incidente di Kyštym.

## Risospensione dal lago Karačaj del 1967
Nel 1967, dopo un lungo periodo di siccità, il livello del lago Karačaj diminuì drasticamente, esponendo all'aria i sedimenti radioattivi che erano stati precedentemente scaricati sul fondo del lago. Il vento trasportò la polvere dei sedimenti e la diffuse su un'area di 2700 km² (area corrispondente a un livello di radioattività di 3,7 kBq di Stronzio-90). Il rilascio totale di radioattività nell'ambiente fu in questa circostanza pari a 0,022 PBq, cioè 22 TBq, molto minore dell'incidente del 1957.
Oggi sul fondo del lago sono stati calati blocchi di cemento per evitare un ripetersi dell'evento del 1967.

## Situazione attuale
Recentemente, per decisione del ministero atomico russo (Minatom), a Majak sorge un impianto per la produzione di combustibile ossido misto, un carburante ottenuto dalla miscelazione di derivati di plutonio e uranio utilizzato nei reattori ad acqua leggera (LWR) come alternativa all'uranio arricchito, altrimenti largamente impiegato in questi ultimi.
Per il medesimo progetto del Minatom, un centro di stoccaggio internazionale per scorie nucleari provenienti sia dalla stessa ex-URSS che dalle altre maggiori potenze mondiali, è stato pianificato nel 2001. La realizzazione di tale impianto è stata finanziata dagli Stati Uniti in quanto la Russia non è in grado ancora di sostenere tali spese.
Nonostante l'offerta di 20 miliardi di dollari, la Russia ha respinto l'offerta di importare 20 milioni di tonnellate di scorie radioattive poiché gli esperimenti sostenuti per far fronte al loro smaltimento sono stati dichiarati non soddisfacenti.
L'impianto avrebbe dovuto trattare diversi tipi di scorie tra i quali due tipi di HLW (High Level Waste), scorie di alto livello, che necessitano di essere sottoposte ad un particolare processo di vetrificazione racchiudendole in blocchi di Pyrex.
Esse costituiscono il 95% della radioattività e sono circa il 3% del volume totale delle scorie. Alcuni tipi di scorie possono venire riprocessate ed appunto nel comprensorio di Majak vengono trattate.
Il Minatom sta valutando se rimodernare l'ormai obsoleto impianto di Majak.
Fino al decennio scorso gli abitanti venivano sottoposti ogni 24 mesi circa a visite mediche di controllo nella città capitale dell'Oblast locale, Čeljabinsk, senza conoscere il motivo di queste visite. Con i dati raccolti, il governo Russo aggiornava Giappone, Stati Uniti, Germania, Francia e Svezia sugli effetti causati dalle radiazioni sugli esseri umani.
Il villaggio più contaminato del pianeta è Musljumovo (Муслюмово 55°38′01.09″N 61°38′00.53″E) ed è abitato. Nel comprensorio nucleare di Majak le persone che vi abitano non godono di buona salute e portano geni mutati che danno origini a numerosi aborti e malformazioni.
I divieti in vigore nell'area sono ignorati dagli abitanti, tutti contadini in condizioni economiche di assoluta povertà, costretti a coltivare terra, pascolare e usufruire del fiume Techa per irrigare i campi, nutrirsi e nutrire il bestiame.
Le misure di sicurezza adottate in questi anni sono pressoché insignificanti dinanzi al rischio effettivo.
Se il disastro di Černobyl' ha emesso radioattività nell'atmosfera circa 5300 PBq, la somma degli incidenti avvenuti nel sito di Majak hanno portato a un rilascio totale di 175 PBq.
L'intossicazione da radiazioni subita dagli abitanti della zona è paragonabile a quella che afflisse i superstiti dello sgancio delle bombe atomiche di Hiroshima e Nagasaki.
Agosto 2010, Mosca ha dichiarato lo stato di emergenza per il grande impianto di Majak negli Urali, minacciato dalle fiamme degli incendi che in quel periodo stavano distruggendo ettari di foreste in tutta la Russia.

## Responsabilità civile e penale

### Responsabilità penale
Il 28 marzo 2006 in un processo avviato dal procuratore generale, tenutosi a porte chiuse, è stata emessa una sentenza a conferma che l'impianto di ritrattamento delle scorie nucleari di Majak, negli Urali, non ha mai smesso di scaricare i prodotti del ritrattamento radioattivo, nel fiume Techa, fonte di approvvigionamento idrico per migliaia di abitazioni domestiche nell'area.

Nel procedimento penale contro Vitaly Sadovnikov, ex direttore di Majak, è stato sollevato dalle sue funzioni da un ordine di Rosatom.